# Pyrenestes
Pyrenestes är ett fågelsläkte i familjen astrilder inom ordningen tättingar med tre arter som förekommer i Afrika söder om Sahara:
- Svartbukig astrild (P. ostrinus)
- Karmosinastrild (P. sanguineus)
- Umbraastrild (P. minor)